# Lethrinus
Lethrinus es un género de peces de la familia Lethrinidae, del orden Perciformes. Este género marino fue descrito científicamente en 1829 por Georges Cuvier.
Habita en los océanos Atlántico, Índico y Pacífico.

## Especies
Especies reconocidas del género:
- Lethrinus amboinensis Bleeker, 1854
- Lethrinus atkinsoni Seale, 1910
- Lethrinus atlanticus Valenciennes, 1830
- Lethrinus borbonicus Valenciennes, 1830
- Lethrinus conchyliatus (J. L. B. Smith, 1959)
- Lethrinus crocineus J. L. B. Smith, 1959
- Lethrinus enigmaticus J. L. B. Smith, 1959
- Lethrinus erythracanthus Valenciennes, 1830
- Lethrinus erythropterus Valenciennes, 1830
- Lethrinus genivittatus Valenciennes, 1830
- Lethrinus haematopterus Temminck & Schlegel, 1844
- Lethrinus harak (Forsskål, 1775)
- Lethrinus laticaudis Alleyne & W. J. Macleay, 1877
- Lethrinus lentjan (Lacépède, 1802)
- Lethrinus mahsena (Forsskål, 1775)
- Lethrinus microdon Valenciennes, 1830
- Lethrinus miniatus (J. R. Forster, 1801)
- Lethrinus nebulosus (Forsskål, 1775)
- Lethrinus obsoletus (Forsskål, 1775)
- Lethrinus olivaceus Valenciennes, 1830
- Lethrinus ornatus Valenciennes, 1830
- Lethrinus ravus K. E. Carpenter & J. E. Randall, 2003
- Lethrinus reticulatus Valenciennes, 1830
- Lethrinus rubrioperculatus Torao Sato, 1978
- Lethrinus semicinctus Valenciennes, 1830
- Lethrinus variegatus Valenciennes, 1830
- Lethrinus xanthochilus Klunzinger, 1870

## Galería

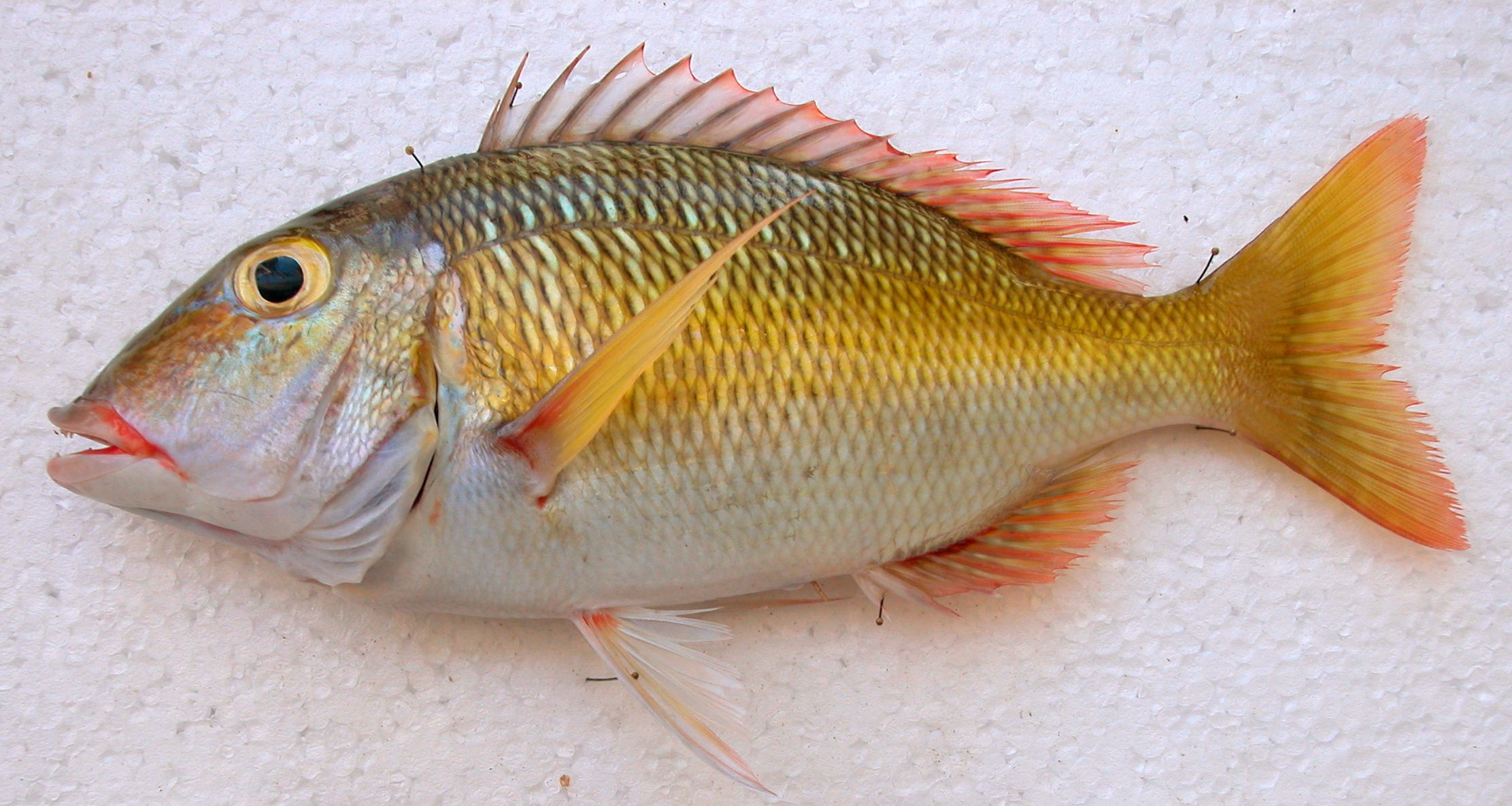
Lethrinus atkinsoni
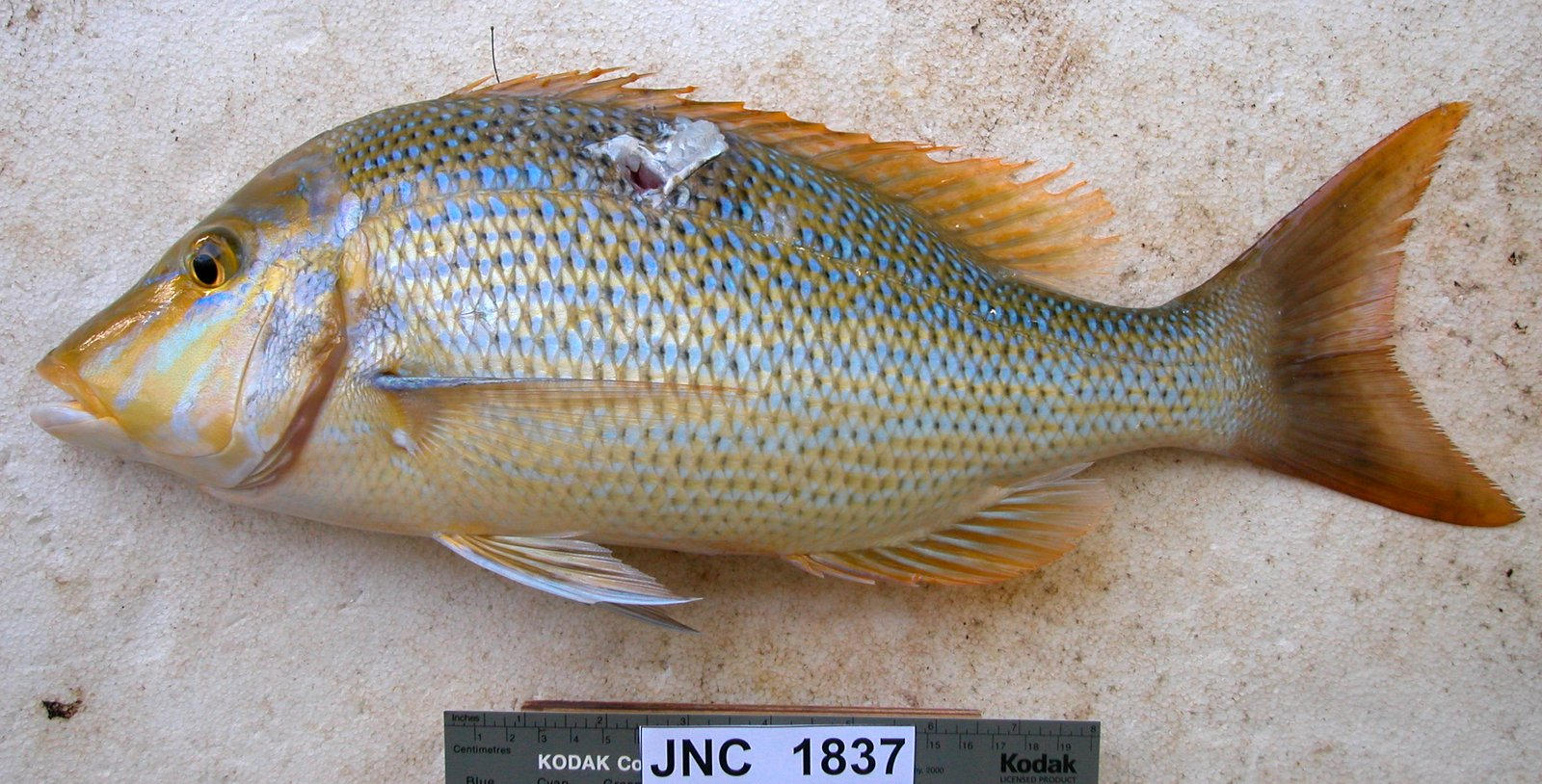
Lethrinus nebulosus
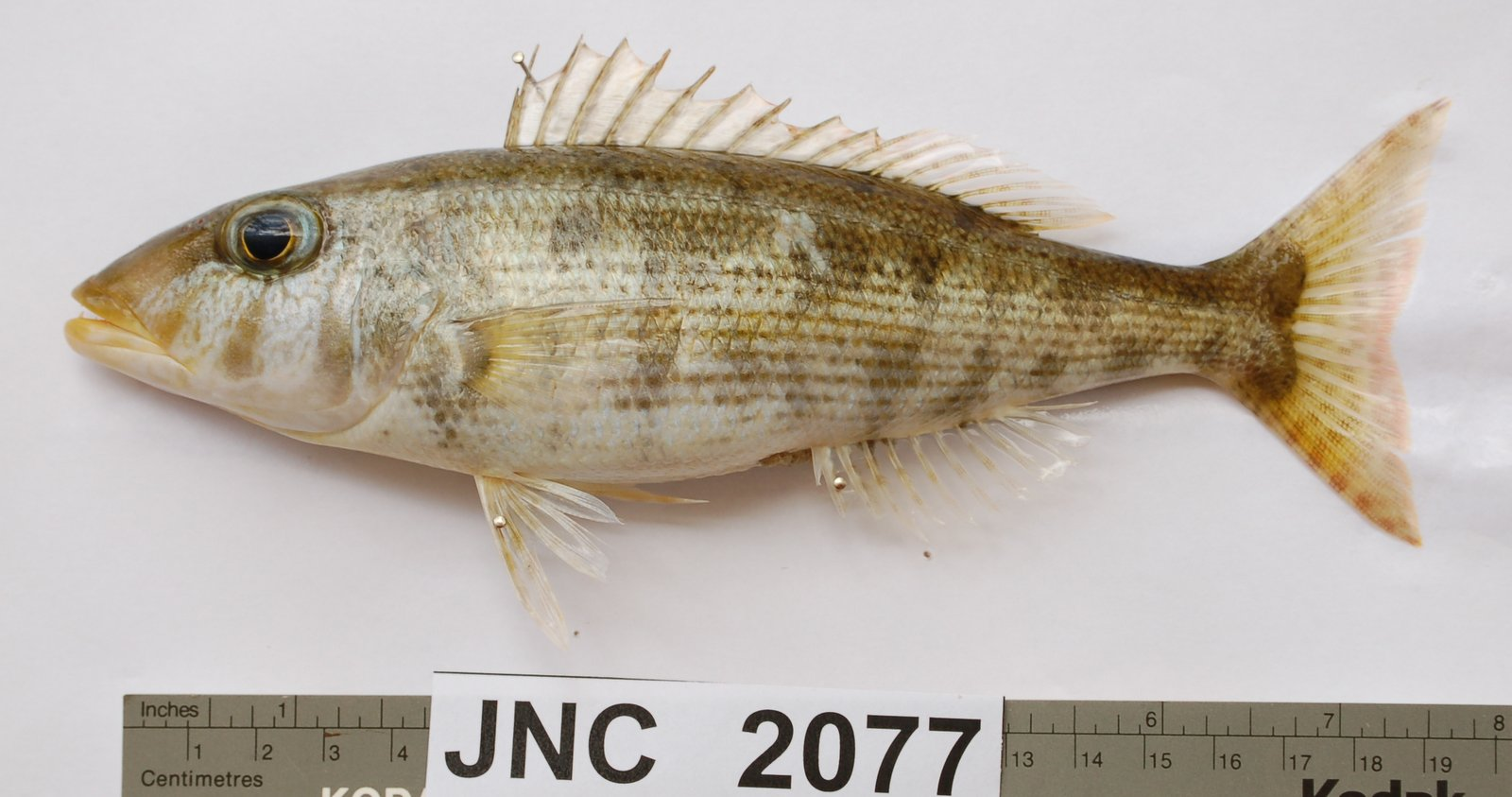
Lethrinus variegatus
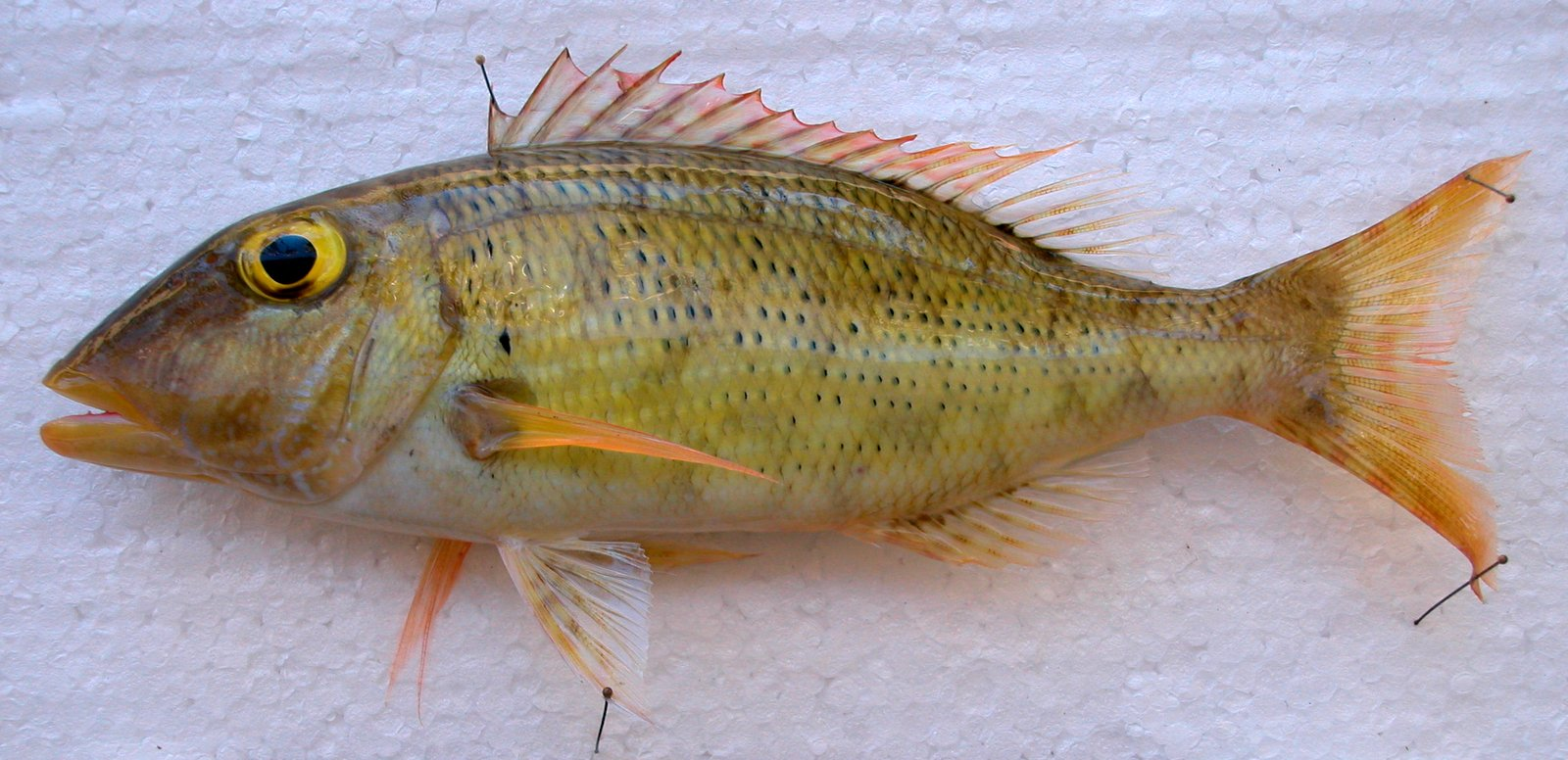
Lethrinus ravus
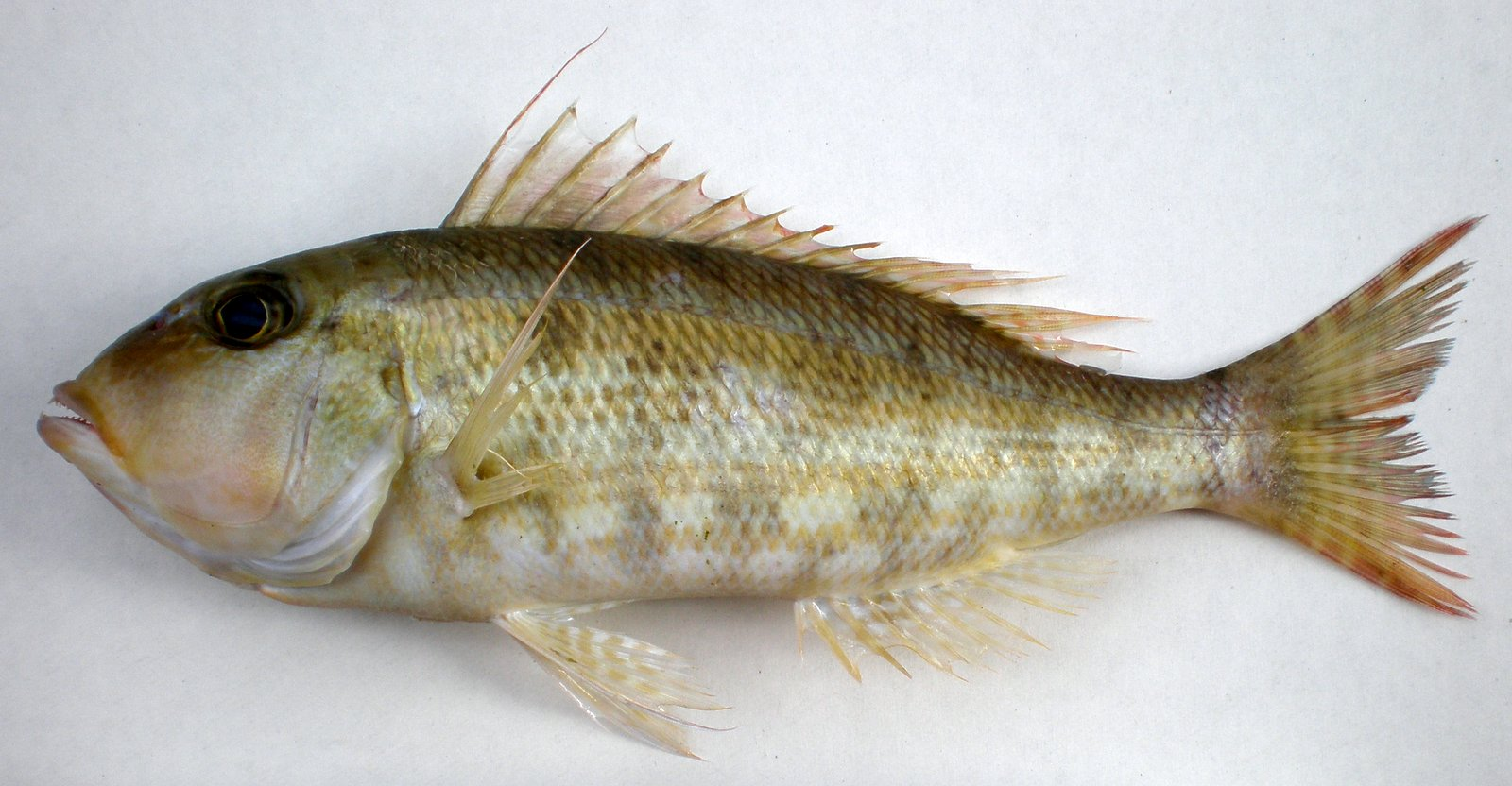
Lethrinus genivittatus

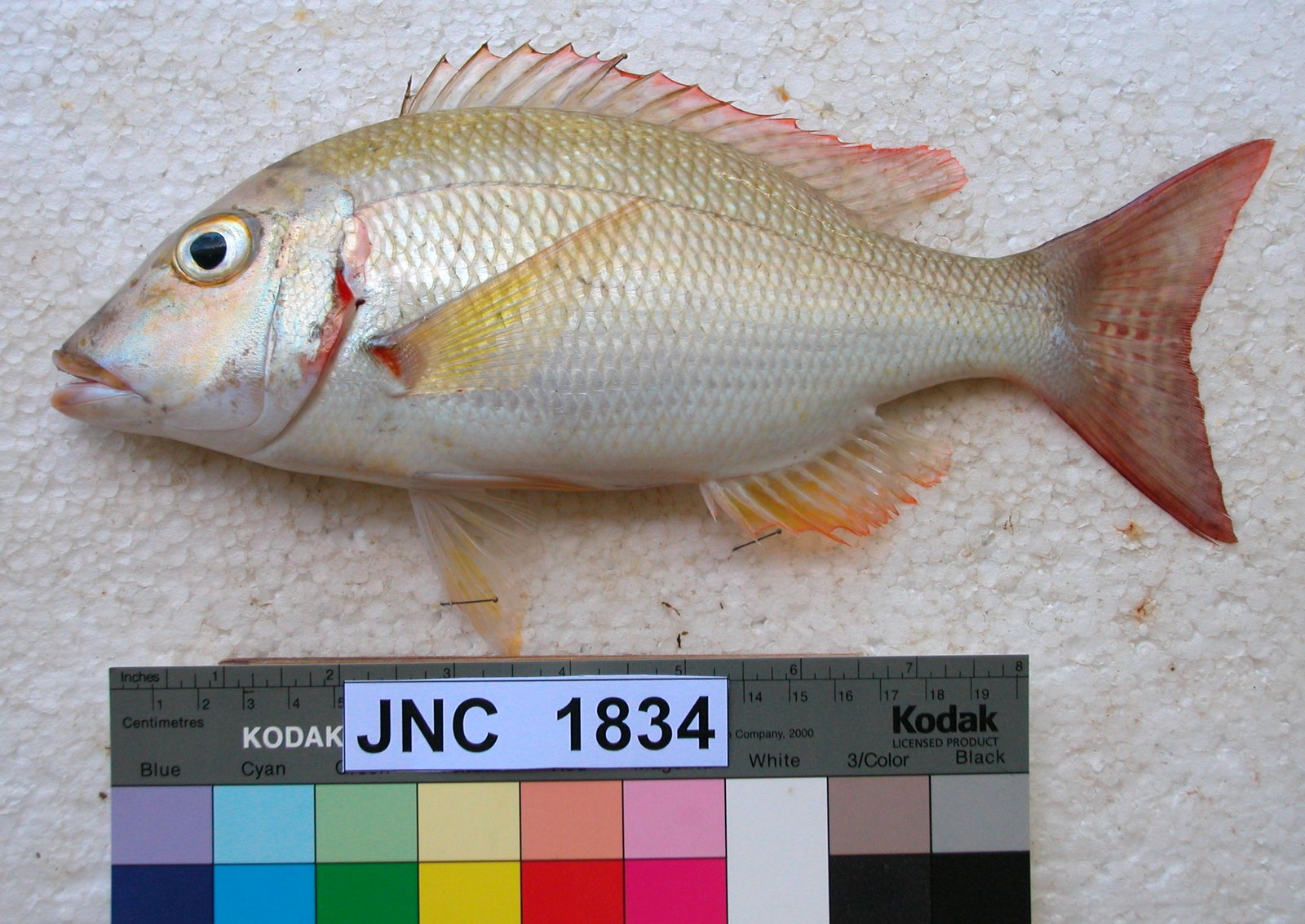
Lethrinus lentjan
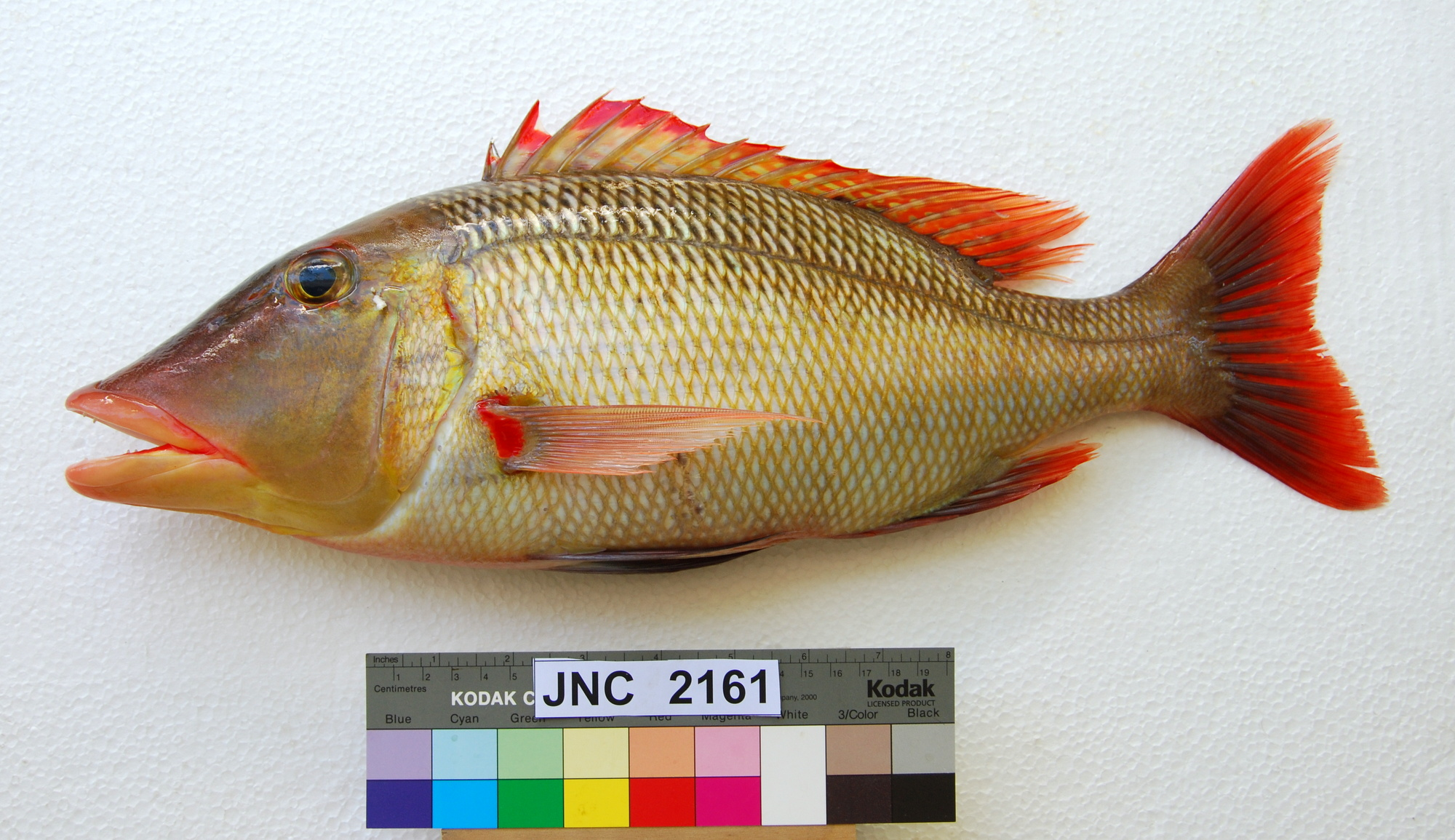
Lethrinus miniatus
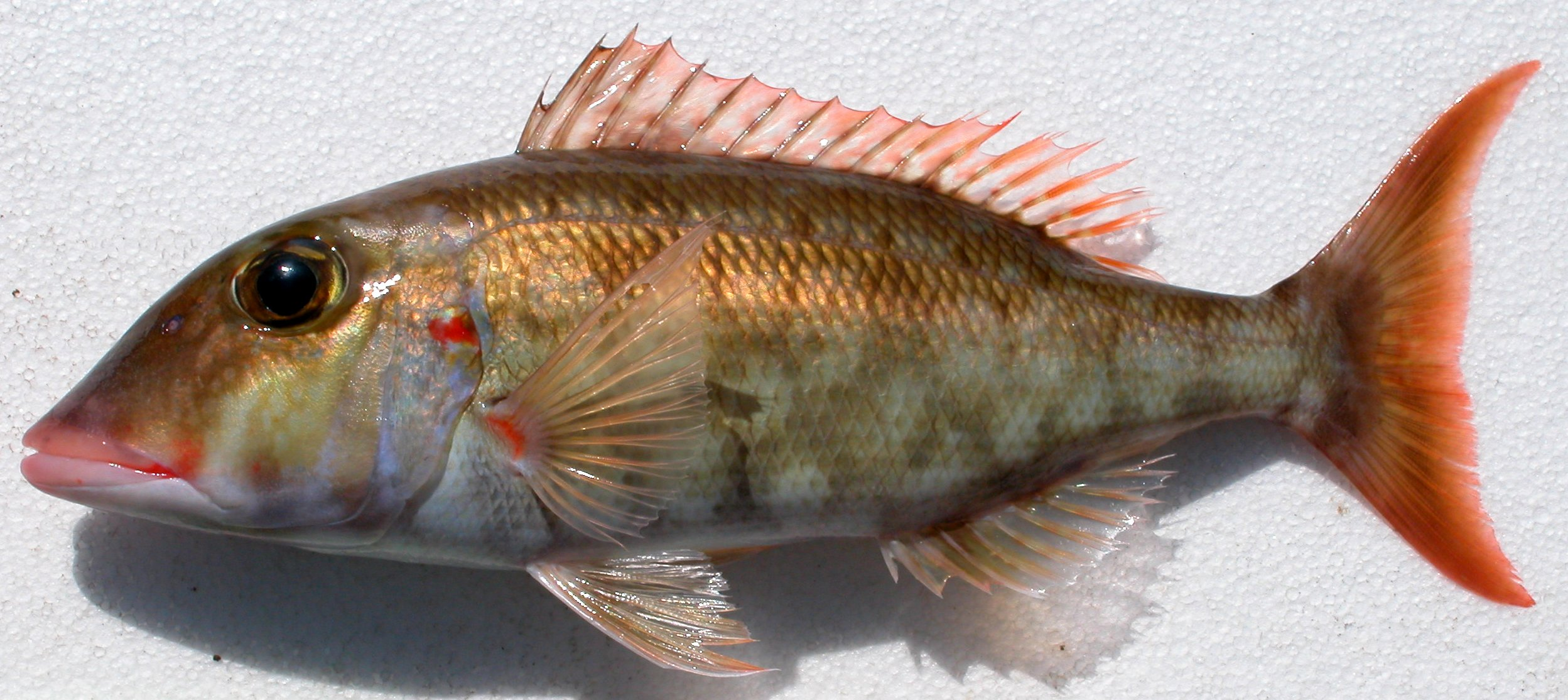
Lethrinus rubrioperculatus
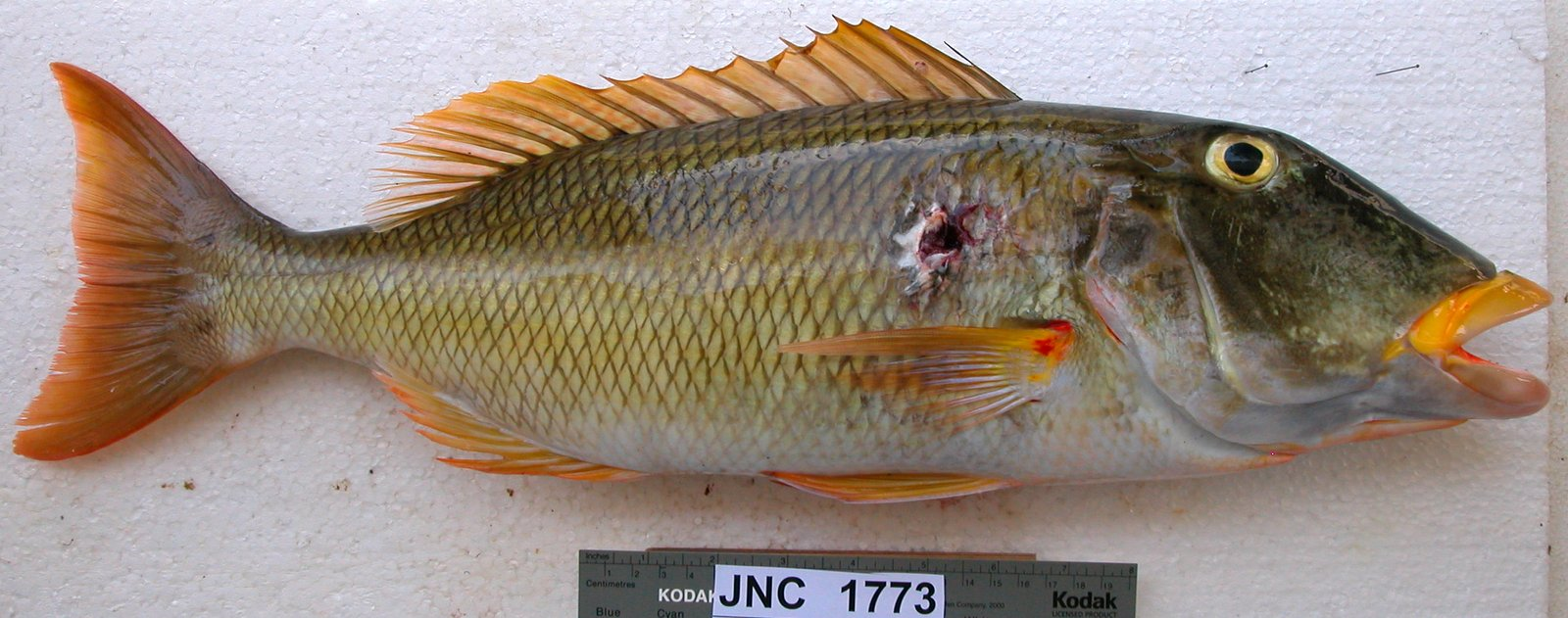
Lethrinus xanthochilus